# Vilamarín
Vilamarín là một đô thị trong tỉnh Ourense, thuộc vùng Galicia ở tây bắc Tây Ban Nha. Dân số 2194 (2001) và diện tích 56 km².